# Anastazy Kensik
Anastazy Wacław Kensik (ur. 28 września 1890 w Chełmnie, zm. 25 lutego 1941 w Dachau (KL)) – polski lekarz weterynarii.

## Życiorys
Syn Baltazara i Teofili z Wardackich, 9 czerwca 1910 uzyskał w Chełmnie świadectwo dojrzałości i rozpoczął studia teologiczne w Seminarium Duchownym w Pelplinie. Po roku przerwał naukę, wyjechał do Berlina, gdzie rozpoczął na tamtejszym uniwersytecie studia z zakresu weterynarii. W listopadzie 1915 został wezwany do odbycia służby wojskowej w armii niemieckiej, gdzie służył do końca 1918. Następnie przyłączył się do powstańców wielkopolskich, w maju 1919 ochotniczo wstąpił do Wojska Polskiego. Walczył w wojnie polsko-bolszewickiej m.in. o Kijów i w obronie Warszawy, a także pod Berezyną. 23 sierpnia 1920 został ranny pod Kolnem, awansowany do stopnia kapitana. W 1921 przeszedł do rezerwy i wyjechał do Lwowa, aby kontynuować studia na Akademię Medycyny Weterynaryjnej we Lwowie, które ukończył w 1922 uzyskując dyplom lekarza weterynaryjnego. Przez kilka miesięcy pracował na uczelni jako starszy asystent w Katedrze Anatomii Patologicznej, we wrześniu 1922 przyjął propozycję pracy na stanowisku dyrektora rzeźni miejskiej w Chełmnie i zajmował je do października 1924. Od 16 października 1924 był powiatowym lekarzem weterynarii w Sępólnie Krajeńskim, w styczniu 1929 został dyrektorem rzeźni miejskiej w Świeciu i pełnił tę funkcję do wybuchu II wojny światowej, z przerwą między 15 maja 1936 a 10 sierpnia 1936, gdy był tymczasowym burmistrzem miasta. W 1935 uczestniczył w powstaniu Polskiego Związku Zachodniego, został prezesem Zarządu Okręgowego. Wykładał w miejscowej szkole rolniczej oraz prowadził teatr amatorski. Jego pasją była astronomia, uzyskał z tego zakresu dwa patenty, przyrząd do określania szerokości geograficznej (patent 17760 z 1932), sposób określania długości geograficznej oraz urządzenie do wykonywania tego sposobu (patent 20161 z 1934). W sierpniu 1939 został zmobilizowany do 18 Pułku Ułanów Pomorskich, gdzie pełnił funkcję zastępcy lekarza weterynarii w stopniu kapitana. Po wybuchu II wojny światowej uczestniczył w bitwa pod Krojantami. Po rozbiciu pułku walczył nad Bzurą, został aresztowany pod Modlinem podczas próby przedostania się do Warszawy. Po ucieczce z niewoli przedostał się do Lwowa został aresztowany przez NKWD, ale również udało mu się zbiec i powrócić do Świecia. 11 kwietnia 1940 został aresztowany i uwięziony w obozie koncentracyjnym Sachsenhausen, a następnie w Mauthausen-Gusen. Pracował w magazynie odzieży, gdzie obowiązywał zakaz palenia papierosów znalezionych w odzieży więźniów, ale zakaz ten był łamany. Cała załoga baraku została pobita, kilku więźniów powieszono, Anastazy Kensik został ciężko ranny. Po wyleczeniu w szpitalu obozowym przetransportowano go do Dachau, gdzie został rozstrzelany 25 lutego 1941.